# 岭罗麦
岭罗麦（学名：Tarennoidea wallichii）为茜草科岭罗麦属下的一个种。

## 扩展阅读
- 維基物種上的相關：岭罗麦